# اچ‌ام‌اس گریفین (اچ۳۱)
اچ‌ام‌اس گریفین (اچ۳۱) (به انگلیسی: HMS Griffin (H31)) یک کشتی بود که طول آن ۳۲۳ فوت (۹۸٫۵ متر) بود. این کشتی در سال ۱۹۳۵ ساخته شد.